# Louis de Joyeuse (évêque)
Louis de Joyeuse, mort en 1540, est un prélat français du XVIe siècle.

## Biographie
Il est un fils de Guillaume Ier, vicomte de Joyeuse, et d'Anne de Balsac.
Louis est évêque de Saint-Flour de 1500/1502 à 1540, en succession de son oncle Charles.